# Грамлінг (Південна Кароліна)
Грамлінг (англ. Gramling) — переписна місцевість (CDP) в США, в окрузі Спартанберг штату Південна Кароліна. Населення — 81 особа (2020).

## Географія
Грамлінг розташований за координатами 35°4′39″ пн. ш. 82°8′5″ зх. д. / 35.07750° пн. ш. 82.13472° зх. д. (35.077525, -82.134597).  За даними Бюро перепису населення США в 2010 році переписна місцевість мала площу 2,62 км², з яких 2,60 км² — суходіл та 0,02 км² — водойми.

## Демографія
Згідно з переписом 2010 року, у переписній місцевості мешкало 86 осіб у 32 домогосподарствах у складі 19 родин. Густота населення становила 33 особи/км².  Було 44 помешкання (17/км²).
Расовий склад населення:
| - 84,9 % — білих - 4,7 % — чорних або афроамериканців - 1,2 % — корінних американців - 8,1 % — осіб інших рас |

До двох чи більше рас належало 1,2 %. Частка іспаномовних становила 17,4 % від усіх жителів.
За віковим діапазоном населення розподілялося таким чином: 25,6 % — особи молодші 18 років, 61,6 % — особи у віці 18—64 років, 12,8 % — особи у віці 65 років та старші. Медіана віку мешканця становила 35,0 року. На 100 осіб жіночої статі у переписній місцевості припадало 104,8 чоловіків;  на 100 жінок у віці від 18 років та старших — 93,9 чоловіків також старших 18 років.
Цивільне працевлаштоване населення становило 0 осіб. 